# Rebecca Elson

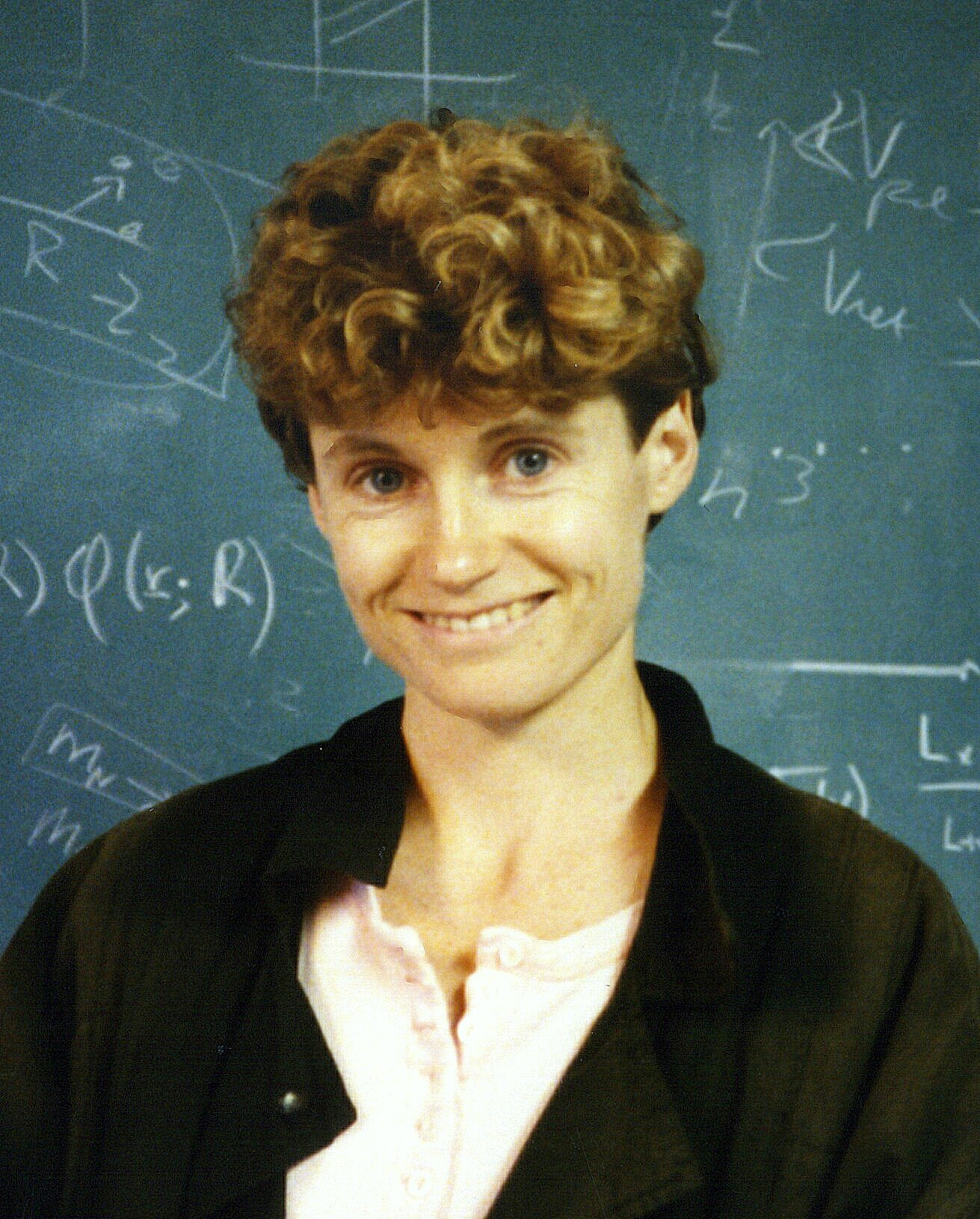
Rebecca Elson, 1987

Rebecca Anne Wood Elson (* 2. Januar 1960 in Montreal, Québec; † 19. Mai 1999 in Cambridge, England) war eine kanadische Astronomin und Dichterin.

## Leben
Rebecca Elson, gerufen „Becky“ wurde als Tochter von Jeanne Bridgman, geborene Hickey, und John Albert Elson, einem Geologen und Professor an der McGill University, geboren. Ihre ältere Schwester, Sally, wurde 1958 geboren. Als Teenager reiste Elson oft mit ihrem Vater durch Kanada, wo er Feldforschung betrieb.
Elson immatrikulierte sich 1976, im Alter von 16 Jahren. Sie entschied sich zunächst für Biologie, wobei sie sich besonders für Genetik interessierte, und wechselte dann zur Astronomie, wo sie am Smith College, wo sie von Waltraut Seitter unterrichtet wurde, einen Bachelor-Abschluss erwarb. Während ihres Studiums absolvierte sie ein Praktikum an der University of St Andrews in Schottland.
Elson erwarb einen Master-Abschluss in Physik an der University of British Columbia, finanziert durch ein Postgraduiertenstipendium des Canadian Natural Sciences and Engineering Research Council. Ihre Arbeit trug den Titel An investigation of models of dynamical friction führte. Während dieser Zeit absolvierte sie Sommerstudienaufenthalte an der University of St Andrews und am Royal Observatory Edinburgh, die zu ihrem ersten veröffentlichten Forschungsartikel und ihrem Interesse an Kugelsternhaufen führten.
Elson promovierte (1982–1986) am Institute of Astronomy und am Christ's College der University of Cambridge, wo sie ein Isaac-Newton-Stipendium, einen Preis für ausländische Forschungsstudenten und ein Stipendium des Vizekanzlers erhielt. Ihr Hauptbetreuer war S. Michael Fall, und während ihrer Doktorarbeit verbrachte sie einige Zeit am Mount-Stromlo-Observatorium in Canberra und am Siding-Spring-Observatorium in Coonabarabran, New South Wales, wo sie mit Kenneth C. Freeman arbeitete.
In dieser Zeit verfasste Elson mehrere wissenschaftliche Artikel und schrieb ihre Doktorarbeit mit dem Titel The rich star clusters in the Large Magellanic Cloud, in der sie das Elson-Fall-Freeman (EFF) luminosity profile für die Leuchtkraft entwickelte und unerwartet ausgedehnte Profile in den Sternhaufen in der Großen Magellanschen Wolke entdeckte.
Elson arbeitete als Postdoktorandin am Institute for Advanced Study unter der Leitung von John N. Bahcall und setzte ihre Arbeit an Sternhaufen mit bodengebundenen Teleskopen fort, als die Pläne zur Nutzung der neuen Möglichkeiten des Hubble-Weltraumteleskops durch dessen verspäteten Start nach der Challenger-Katastrophe beeinträchtigt wurden.
1987 war Elson die erstgenannte Autorin eines großen Übersichtsartikels über Sternhaufen für das Annual Review of Astronomy and Astrophysics. 1989 erhielt sie ein Bunting-Stipendium am Radcliffe College, wo sie kreatives Schreiben unterrichtete, gefolgt von einem Semester, in dem sie in Harvard einen Kurs über Wissenschaft und Ethik gab. 1989 war sie die jüngste Astronomin, die für die alle zehn Jahre stattfindende Review des Fachgebiets durch die National Academy of Sciences ausgewählt wurde.
Anfang der 1990er Jahre kehrte Elson an das Institute of Astronomy in Cambridge zurück und nahm die Forschungsstelle an, die sie für den Rest ihres Lebens innehaben sollte. Ihre Arbeit konzentrierte sich auf Kugelsternhaufen, chemische Entwicklung und Galaxienbildung. Als im April 1990 die ersten Bilder des Hubble-Weltraumteleskops veröffentlicht wurden, waren die Astronomen enttäuscht, dass die Bilder durch die sphärische Aberration im Spiegel des Weltraumteleskops beeinträchtigt waren. Als Hubble repariert wurde, führten die daraus resultierenden scharfen Bilder zu einer Beschleunigung der Forschung, und Elsons Team bewarb sich erfolgreich um eine der größten Zuteilungen von Beobachtungsbahnen zu dieser Zeit.
Elson war Hauptautorin von rund siebzig wissenschaftlichen Beiträgen, die in ihrer kurzen Karriere veröffentlicht wurden.
Im Alter von 29 Jahren wurde bei Elson ein Non-Hodgkin-Lymphom diagnostiziert. Nach einer Behandlung ging die Krankheit in Remission, und 1996 heiratete sie den italienischen Künstler Angelo di Cintio. Doch bald darauf kehrte der Krebs zurück. Elson starb im Mai 1999 im Alter von 39 Jahren in Cambridge an der Krankheit.
Ein Band mit einer Vielzahl von Gedichten und Essays, die Elson seit ihrer Jugend bis kurz vor ihrem Tod schrieb, wurde 2001 in Großbritannien und 2002 in den USA posthum unter dem Titel A Responsibility to Awe veröffentlicht. Die Werke wurden von ihrem Ehemann Angelo di Cintio und einer Freundin und Dichterkollegin, Anne Berkeley, aus einem weitaus größeren Fundus unveröffentlichter Arbeiten ausgewählt. Einige der Werke beziehen sich auf weitreichende Konzepte der Physik und Astronomie, oft auf unerwartet abstrakte oder spielerische Weise, um Aspekte der menschlichen Erfahrung zu reflektieren. Andere spiegeln tiefe Freude am Leben oder ergreifende Beobachtungen ihres bevorstehenden Todes wider. Die Sammlung wurde vom Economist in der Liste der besten Bücher des Jahres 2001 aufgenommen.

## Schriften (Auswahl)
- Elson, Rebecca, Piet Hut, and Shago Inagaki: Dynamical evolution of globular clusters. In: Annual review of astronomy and astrophysics 25.1 (1987): 565-601.